# آرامگاه شاهزاده حسین (جوپار)
مجموعه شاهزاده حسین در شهر جوپار از بخش ماهان، شهرستان کرمان واقع شده‌است که متشکل از حسینیه، سقاخانه، بازارچه، دو زائرسرا، حیاط، حرم، گنبد، رواق و… است. تزئینات رواق اطراف حرم مربوط به دورة صفویه است. داخل ضریح، قبر سه امامزاده از فرزندان موسی کاظم است که عبارتند از: امامزاده حسین امامزاده قاسم و امام زاده عبدالله. امام‌زاده‌ها در حدود سال‌های بعد از درگذشت علی بن موسی الرضا در این محل درگذشته‌اند. شهرت محل مربوط به فرزند موسی کاظم است، شخصیت مدفون در این مکان را «حسین بن حسین بن زید» شهید بن امام علی بن الحسین سجاد می‌داند. تاریخ درگذشت او مربوط به سال‌های ۲۰۰ هجری قمری است که به دستور «هرثمه بن اعین» حاکم خراسان و کرمان کشته‌شد. این مقبره در بخش جوپار از توابع شهر ماهان قرار دارد. ساختمان امامزاده مربوط به دوره صفویه است. این گنبد با الهام از سبک معماری و طرح گنبد ماهان ساخته شده‌است. هم‌اکنون اکثر اراضی اطراف حرم خریداری و طرح جامع بقعه در حال تهیه است. این بنا در دوره قاجاریه تعمیر و تکمیل گردیده‌است. زائر سرا قدیمی در دو طبقه بنا شده وجود حوض و درختهایی در وسط آن و اتاق‌های دور تا دور آن جلوه خاصی را به این مکان بخشیده‌است. کاشی‌کاری و آئینه‌کاری داخل رواق‌ها فضاهای روحانی بر این محل حاکم کرده‌است. از جمله الحاقات این بنا کاروان‌سرایی است که در مجاورت و متصل به بقعه ساخته شده‌است.